# Ján Büringer
Ján Büringer, také Johannes, Biringer, Bühringer, Peringer, Pihringer, Biringerus (* Bratislava) byl pedagog.

## Životopis
Od roku 1631 studoval na univerzitě ve Wittenbergu. Roku 1640 - 1649 rektor v Kremnici, 1646-1648 konrektor latinské školy v Banské Bystrici, učitel v Prešově, 1651 notář v Modre, nakonec konrektor evangelického gymnázia v Bratislavě. Podporovatel nových metod vyučování. V Kremnici obhajoval Alstedtův věcný encyklopedismus a Ratkeho zdůrazňování významu mateřského jazyka při vyučování latiny. Autor latinských veršů v sbornících a j.

## Dílo
- Mneme poetika ..., Levoča roce 1948
- Propempticum ..., quo ... Eliam Thoman ..., Bratislava roce 1669
- Anacreon nuptialis ..., Bratislava roce 1670
- Nomenclator et index tam nominum, quam verborum germano-latinus ..., Bratislava roce 1670